# 比雷勒
比雷勒（法語：Burelles，法語發音：[byʁɛl]）是法国上法蘭西大區埃纳省的一个市镇，属于韦尔万区。

## 地理
比雷勒（49°46'55"N, 3°53'52"E）面积13.83 平方千米，位于法国上法蘭西大區埃纳省，该省份为法国北部内陆省份，北起北部省，西接索姆省和瓦兹省，东临阿登省和马恩省，西南至塞纳-马恩省，东北部与比利时接壤。
与比雷勒接壤的市镇（或旧市镇、城区）包括：塞尔河畔博蒙、蒂耶拉什地区布赖、格罗纳尔、阿里、普里斯、塔沃和蓬塞里库尔。

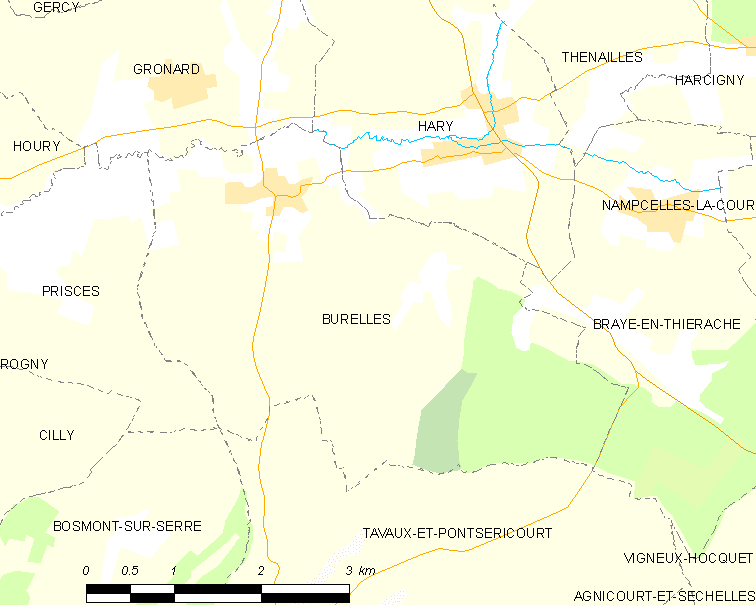
比雷勒的OSM定位图

比雷勒的时区为UTC+01:00、UTC+02:00（夏令时）。

## 行政
比雷勒的邮政编码为02140，INSEE市镇编码为02136。

## 政治
比雷勒所属的省级选区为韦尔万县。

## 人口

1962-2008年间比雷勒人口变化图示

比雷勒于2022年1月1日时的人口数量为123人。